# Освајање слободе (филм)
Освајање слободе је југословенски филм снимљен 1979. године који је режирао Здравко Шотра а сценарио написао Гордан Михић.

## Кратак садржај
Време послератно, земља је разорена. Главни јунаци филма прихватају борбу за освајање понуђене слободе. Садржај и смисао живота налазе у изгарању на раду за обнову земље, у борби са остацима старих односа, у трагању за преживелима и успостављању тоталитарног режима.

## Улоге
| Глумац                   | Улога                   |
| ------------------------ | ----------------------- |
| Радко Полич              | Булатовић „Булат“       |
| Иво Грегуревић           | Крга                    |
| Гордана Косановић        | Рада Костић             |
| Радош Бајић              | Милан Достанић „Свирац“ |
| Адем Чејван              | Мајор                   |
| Милан Пузић              | Симон Долаповић         |
| Миливоје Томић           | Данило                  |
| Гордана Павлов           | Дарка Крга              |
| Драган Цакић             | Дечак                   |
| Ненад Цигановић          | Болничар                |
| Олга Спиридоновић        | Миланова мајка          |
| Слободан Љубичић         | Раде                    |
| Власта Велисављевић      | Васпитач                |
| Златибор Стоимиров       |                         |
| Риста Ђорђевић           |                         |
| Предраг Панић            | Војник                  |
| Иван Вуков               |                         |
| Сања Милосављевић        |                         |
| Драгана Поповић Гломазић |                         |
| Томислав Радаш           |                         |

## Награде
Филм је 1979. године добио награду за најбољи сценарио на Фестивалу филмског сценарија у Врњачкој Бањи.